# Aqua Aqua: Wetrix 2
(Storia tratta dal manuale del gioco)
Aqua Aqua: Wetrix 2 è un videogioco rompicapo del 2000 per PlayStation 2. Il gioco è stato pubblicato con il nome Aquaqua (アクアクア?, Akuakua) in Giappone e con il nome Aqua Aqua in Nord America.
È il sequel del gioco Wetrix del 1998.

## Modalità di gioco
- Allenamento: tutorial che spiega come si gioca; il giocatore deve completare tutti gli otto livelli di allenamento prima di sbloccare la modalità VS e la modalità Storia.
- Storia: il giocatore deve scegliere uno dei quattro stage disponibili e resistere fino allo scadere del tempo; ogni livello ha tre ondate di attacchi.
- Quick Puzzle: modalità simile alla storia senza mostri né limiti di tempo, in cui il giocatore deve sopravvivere il più a lungo possibile e mirare a ottenere il punteggio più alto possibile.
- Modalità VS: in questa modalità a due giocatori vince chi riesce a resistere più dell'avversario.

## Accoglienza
Il gioco ha ricevuto "recensioni generalmente favorevoli" secondo il sito web Metacritic, con un punteggio di 79/100. In Giappone, la rivista Famitsū gli ha assegnato un punteggio di 26/40. 